# STIX 글꼴

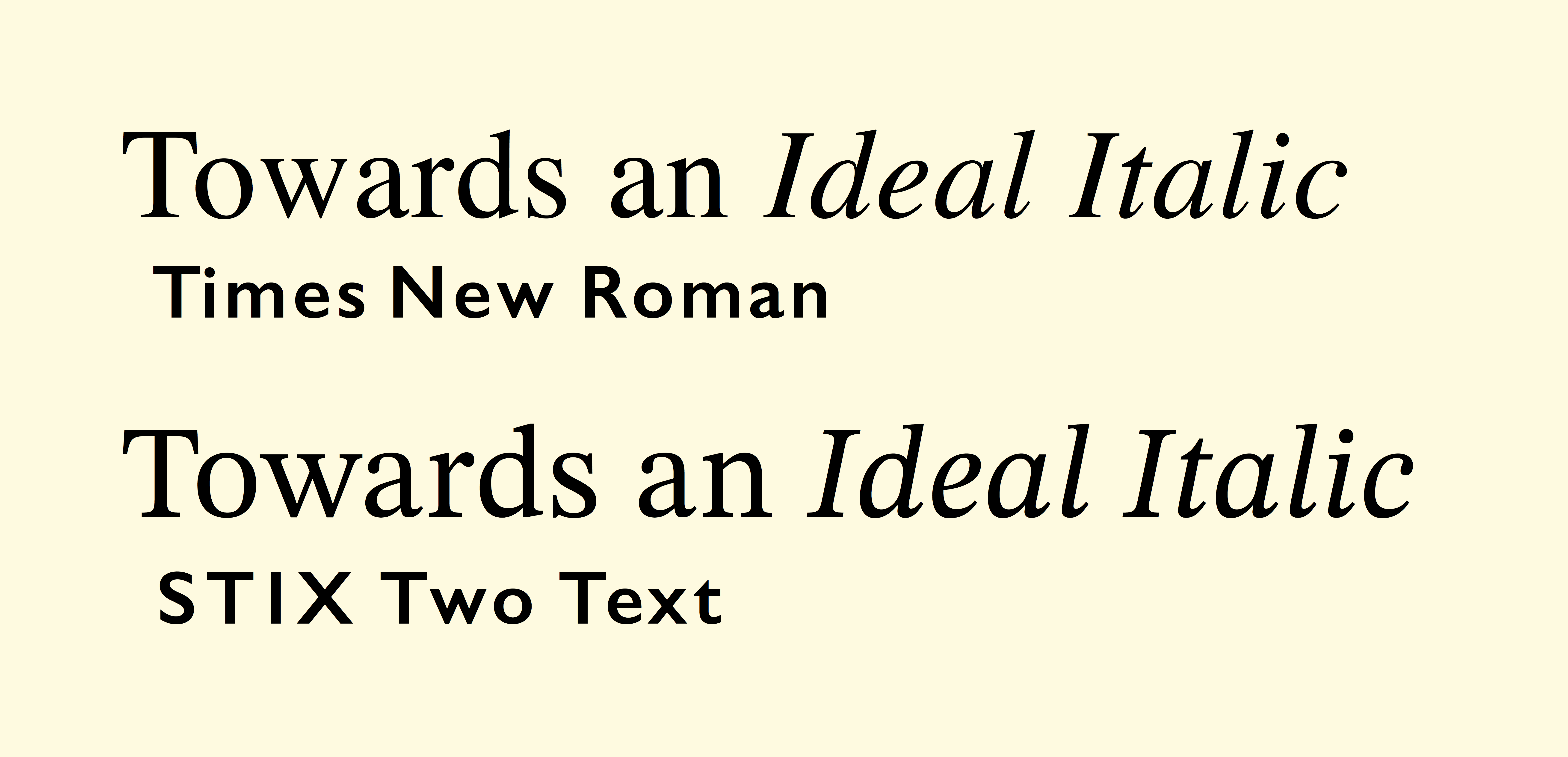
STIX Two 와 타임스 뉴 로먼, STIX Two는 더높은 x높이를 갖는다

{\displaystyle STIX} 글꼴(Scientific and Technical Information Exchange,STIX Fonts) 프로젝트는 전자 및 인쇄 출판을 위한 과학 및 엔지니어링 커뮤니티를 지원하기 위해 로열티없는 라이선스 하에 수학 기호 및 알파벳의 포괄적인 글꼴 세트를 제공하려고 광범위한 여러 유명 과학 및 기술 단체 및 출판사가 후원하는 프로젝트이다.
STIX 글꼴은 완전히 힌트(Font hinting)된 OpenType / CFF 글꼴로 사용할 수 있다. 현재 사용할 수 있는 STIX 글꼴의 트루 타입 버전은 없지만 STIX Mission Statement에는 미래 버전을 만들려는 의도가 포함되어 있다. 그러나 OpenType을 지원하지 않는 소프트웨어에서 사용하기에 적합한 STIX Fonts (베타 버전 출시)의 트루 타입으로의 비공식 변환이 존재한다.
STIX 글꼴에는 라틴, 그리스 및 키릴문자도 포함된다. 이 패밀리는 책 출판에서 널리 사용되는 타임스 뉴 로먼(Times New Roman)패밀리와 광범위하게 호환되도록 설계되었다.

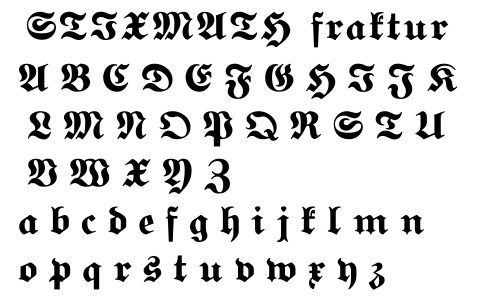
STIXmath의 프락투어(fraktur) 글꼴

## 목적
STIX에서 자체(Glyphs) 중 32.9 %가 프로젝트 멤버가 기여했다. 상용 TeX 벤더 및 TeX 폰트 파운드리인 마이크로프레스(MicroPress)는 추가 글리프(Glyphs)를 만들기 위해 계약을 맺었다. STIX 프로젝트는 또한 TeX 구현을 생성한다. 목표에는 유니 코드에 문자를 통합하고 웹 브라우저에서 사용할 수 있도록하는 것도 포함된다.
STI Pub 컨소시엄으로 통칭되는 STIX (과학 및 기술 정보 교환) 글꼴 프로젝트의 구성원에는 미국 물리학회(American Institute of Physics) , 미국 화학 학회(American Chemical Society) , 미국 수학 협회, 전기 전자 기술자 협회, 미국 물리학회, 엘제비어등이 참여했다.
"글꼴 내용은 참여 STI Pub 회사의 저널에 출판에 필요한 모든 문자 / 글리프(Glyphs) 목록으로 구성되었습니다. 모든 과학 분야는 이 목록뿐만 아니라 예술 및 인문 분야의 다른 많은 분야로 대표됩니다. STIX 글꼴의 대부분의 글리프는 타임스 뉴 로먼(Times New Roman)호환 스타일로 디자인되었습니다. Times 호환 문자 외에도 STIX 글꼴의 일부에는 산세리프체(sans serif), 고정폭 글꼴(mono space), 프락투어(Fraktur) ,  필기체와 같은 다른 디자인 스타일이 포함됩니다." - STIX Fonts 웹 사이트

## 특징
STIX 글꼴은 이탤릭체와 타임스 뉴 로먼체를 포함하여 표현한다.
오픈 폰트 라이선스이다.

## 같이 보기
- CMU 글꼴
- OCR-B